# Karel Hartmann

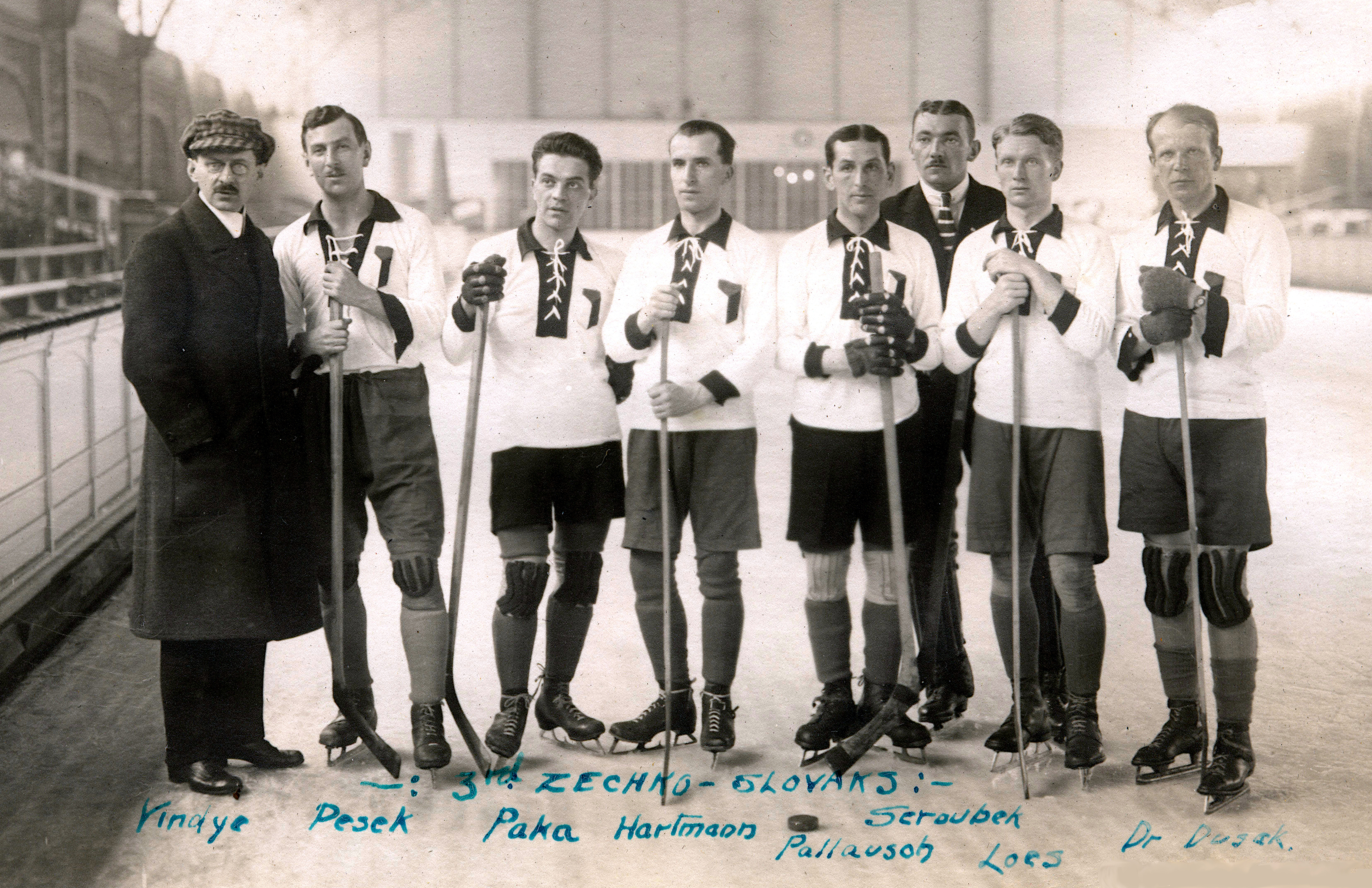
Československé hokejové mužstvo na OH 1920, Karel Hartmann čtvrtý zprava (popisky jsou chybně)

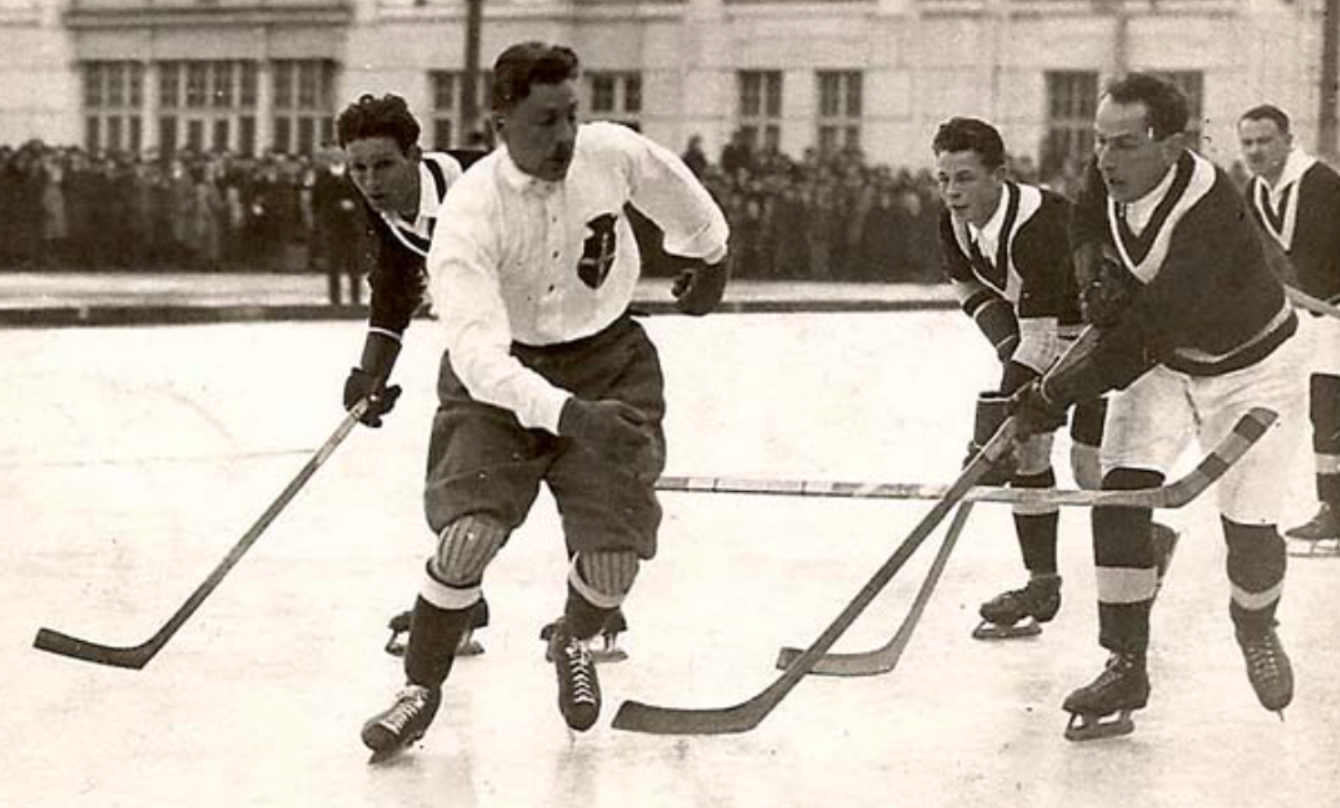
Karel Hartmann (vpravo) v dresu Sparty Praha při zápase ve Vídni s Wiener Eislaufverein v roce 1924

Karel Hartmann (6. července 1885 Trhové Dušníky – 16. října 1944 Auschwitz) byl český lední hokejista židovského původu, který jako levé křídlo hokejové reprezentace reprezentoval Československo na několika mezinárodních turnajích v období první republiky. Byl viceprezidentem Mezinárodní federace ledního hokeje a předsedou Českého svazu ledního hokeje.

## Rodina
Narodil se roku 1885 v obci Trhové Dušníky u Příbrami do české židovské rodiny otci Maxi Hartmannovi a matce Emilii, rozené Hammerschlagové. Jeho prastrýcem byl Moritz Hartmann.

## Lední hokej
Hartmann hrál lední hokej za ČSS Praha. Na reprezentační úrovni se na pozici levého křídla zúčastnil prvního zápasu českých hokejistů s Oxford Canadians, rodilými Kanaďany studujícími v Oxfordu v r. 1911. Hned následujícího roku se objevil v sestavě Hokejové reprezentace Čech na Mistrovství Evropy 1912 v Praze, ale pouze jako náhradník.
Oficiální reprezentační starty za ČSR si začal připisovat po první světové válce, kterou jako právník strávil u vojenského soudu ve Vídni. Na turnaji na Letních olympijských hrách 1920, který byl posléze uznán i jako první mistrovství světa v ledním hokeji, pomohl získat československé reprezentaci bronzové medaile.
Na mistrovstvích Evropy reprezentoval celkem čtyřikrát. První tři starty byly vydařené, když při nich postupně s týmem obsadil všechny tři první pozice. V roce 1923 po zániku jeho klubu přešel do Sparty Praha, kde byl také místopředsedou klubu.
Již během aktivní sportovní kariéry platil za výborného organizátora a podílel se na fungování týmu Hokejové reprezentace Čech, zejména ji zastupoval během mezinárodních jednání. Mj. i z tohoto důvodu byl jako vůbec první Čech roku 1922 jmenován místopředsedou Mezinárodní hokejové federace.
Věnoval se také fotbalu, tenisu, atletice a sportovní žurnalistice. Ve svých sportovních článcích se věnoval i prvotním myšlenkám na hokejovou výchovu dorostu.

## Advokátní kariéra
Profesí byl Hartmann advokát (titul JUDr.), vedl svoji advokátní kancelář v Praze, kterou měl společně s Robertem Kafkou, bratrancem Franze Kafky. Zde se Hartmann věnoval převážně obchodnímu právu. Po předčasné smrti Roberta Kafky zdědil celou kancelář i s většinou klientů, mezi něž patřili princ Hohenlohe[kdo?], hrabě Eichelburg[kdo?] a Ema Destinnová, se kterou udržoval přátelské styky. Od Destinnové obdržel jako část odměny za své služby část její rozsáhlé knihovny, z níž se z více než 7000 knih v souborném celku zachovalo jen 259 svazků v depozitáři Knihovny Národního muzea.

## Osobní život a smrt za holokaustu
S manželkou Editou (1899–1944?) měli dvě děti, syny Jiřího (* 1925) a Jana (* 1926). Pro svůj židovský původ (v té době už Hartmann nebyl členem židovské obce, ale hlásil se k římskokatolickému vyznání) byli 23. července 1942 transportováni do Terezína a poté 16. října 1944 do Osvětimi, kde zahynul on i jeho manželka. Synové odjeli do Osvětimi již 28. září 1944. Oba holokaust přežili a po únoru 1948 z komunistického Československa uprchli (na lyžích přes Šumavu). Jeden ze synů poté žil v kanadském Vancouveru, kde hrál hokej.[zdroj⁠?!] Rodina jeho jednoho syna žila v západním Německu a posléze se usídlila ve Francii.